# Eufriesea superba
Eufriesea superba is een vliesvleugelig insect uit de familie bijen en hommels (Apidae). De wetenschappelijke naam van de soort is voor het eerst geldig gepubliceerd in 1817 door Johann Centurius von Hoffmannsegg.